# Wojownik indyjski
Wojownik indyjski (Nisaetus cirrhatus) – gatunek dużego ptaka drapieżnego z rodziny jastrzębiowatych (Accipitridae), zamieszkujący Azję Południową i Południowo-Wschodnią. Nie jest zagrożony wyginięciem.

## Systematyka
Takson ten po raz pierwszy zgodnie z zasadami nazewnictwa binominalnego opisał w 1788 roku niemiecki przyrodnik Johann Friedrich Gmelin w 13. edycji linneuszowskiego Systema Naturae. Autor nazwał ten gatunek Falco cirrhatus, wykorzystując łacińską nazwę „Falco Indicus cirratus” z publikacji Johna Raya z 1713. Gmelin jako miejsce typowe wskazał Indie. Gatunki wojowników z Azji były tradycyjnie umieszczane w rodzaju Spizaetus, ale w 2005 roku na podstawie badań molekularnych uznano, że reprezentują one inną linię rozwojową niż wojowniki z Nowego Świata i powinny zostać przeniesione do osobnego rodzaju. Dla nazwania tego rodzaju użyto dostępnej nazwy Nisaetus.
Wyróżnia się pięć podgatunków wojownika indyjskiego, różniących się wyglądem i zasięgiem występowania. Podgatunek limnaeetus bywał przez niektórych systematyków wyodrębniany do rangi gatunku. Za podgatunek wojownika indyjskiego bywał dawniej uznawany wojownik sundajski (Nisaetus floris), obecnie klasyfikowany jako osobny gatunek.

## Występowanie
Takson ten zamieszkuje w zależności od podgatunku:
- wojownik malajski[3] (N. cirrhatus limnaeetus) – występuje w północnych Indiach, Nepalu, Mjanmie, Indochinach i na Półwyspie Malajskim; posiada bardzo krótki czub o długości 1–3 cm,
- N. cirrhatus andamanensis – występuje na Andamanach; posiada czub od długości 5 cm,
- wojownik indyjski[3] (N. cirrhatus cirrhatus) – występuje w południowych Indiach; posiada czub o długości 10–14 cm,
- N. cirrhatus ceylanensis – występuje na Cejlonie, o niewielkich rozmiarach; posiada czub o długości ok. 10 cm,
- N. cirrhatus vanheurni – występuje na Sumatrze; najmniejszy z wszystkich podgatunków, nie posiada czuba.

## Morfologia

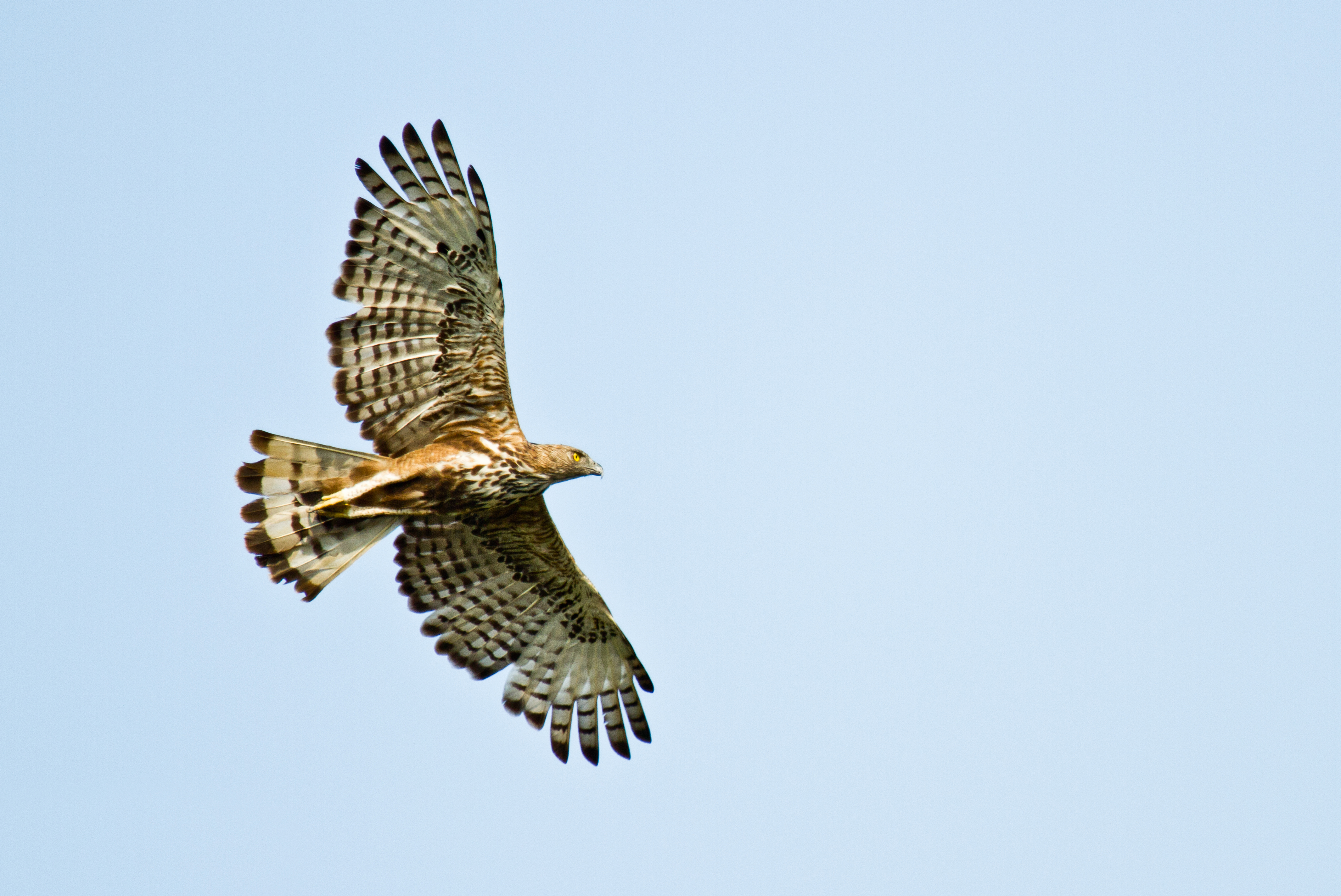
Wojownik indyjski w locie (Indie)

Osobniki tego gatunku osiągają długość 57–79 cm, a rozpiętość ich skrzydeł wynosi 127–138 cm. Masa ciała waha się od 1,3 do 1,9 kg.

## Ekologia
Wojowniki indyjskie żyją w lasach, w pobliżu sawann, plantacji herbaty, obszarów rolniczych, a nawet osiedli ludzkich, zazwyczaj na wysokościach od poziomu morza do 1500 m n.p.m., choć odnotowano przypadki ich pojawiania się na wysokościach dochodzących do 2200 m n.p.m. Pary pozostają na tym swoim terytorium przez cały rok, lecz nie polują razem.
Żywią się głównie mniejszymi ptakami, niewielkimi ssakami (szczury, wiewiórki, zające i sporadycznie małpy), wężami, jaszczurkami i żabami. Okres godowy trwa od listopada do maja w południowych Indiach i od stycznia do lutego u podnóży Himalajów.
Gniazda budowane w koronach drzew na wysokości 10–30 m. Samica składa 1 jajo. Inkubacja trwa około 40 dni.

## Status
Międzynarodowa Unia Ochrony Przyrody (IUCN) uznaje wojownika indyjskiego za gatunek najmniejszej troski (LC – least concern) nieprzerwanie od 2005 roku, kiedy to po raz pierwszy został sklasyfikowany przez tę organizację w obecnie stosowanym przez nią ujęciu systematycznym. Liczebność populacji nie została oszacowana, w zależności od rejonu opisywany jest jako pospolity bądź rzadki. Trend liczebności populacji uznaje się za spadkowy. Do głównych zagrożeń dla gatunku należy postępujące niszczenie jego siedlisk oraz niepokojenie ze strony ludzi.